# Juan Meléndez Valdés
Juan Meléndez Valdés (Ribera del Fresno, (Badajoz), 11 de març de 1754 - Montpeller, (França), 24 de maig de 1817) va ser un poeta, jurista i polític espanyol

## Vida i obres
Era d'origen humil; el seu pare era Juan Antonio Meléndez Valdés i la seva mare María de los Ángeles Díaz Cacho, i va tenir nombrosos germans; després del seu naixement la família es va instal·lar a Almendralejo i als set anys es va quedar orfe de mare. El 1767 va viatjar a la cort per estudiar llatí i filosofia, sota la tutela del seu germà més gran, Esteban. Va ingressar al Col·legi de Sant Tomás, i més tard, als Reials Estudis de Sant Isidre, on va aprendre filosofia moral i grec. Finalment va començar Lleis a la Universitat de Salamanca el 1772 mentre escriu els seus primers poemes i freqüenta les tertúlies poètiques, en especial la de fray Juan Fernández de Rojas, més conegut per Delio, i la de José Cadalso el 1773, qui el va introduir a la cultura francesa; el 1774 va morir el seu pare i el seu caràcter es va tornar definitivament malenconiós. El 1775 va obtenir el grau de Batxiller en Dret i el 1777 mor també el seu germà Esteban. S'ocupà provisionalment de la càtedra de llengua grega i va conèixer Jovellanos. El 1780 obtingué el premi de poesia de la Reial Acadèmia Espanyola amb la seva obra "Batilo". El 1781 torna a la Universitat de Salamanca amb destinació a la càtedra d'Humanidades. El 1783 es doctora en dret. En aquest temps escriu "Les enamorades anacreòntiques" i "Els petons d'amor" i es casa amb María Andrea de Coca. El 1784 Meléndez va optar a un dels tres premis oferts per la ciutat de Madrid per a la millor composició dramàtica, obtenint un d'ells per " Els casaments de Camacho el ric".
En aquells moments ja comptava amb una gran fama a tot el país. Havia madurat i era conegut per tots els intel·lectuals, poetes i escriptors de l'època. El famós impressor Joaquín Ibarra publicà el 1785 el primer volum dels seus poemes amb gran èxit, realitzant-se diverses edicions. El 1798 va començar a exercir de fiscal durant set mesos i, amb el favor de Jovellanos, va obtenir els càrrecs de jutge de la cort a Saragossa el 1789, canceller a Valladolid el 1791 i fiscal de la sala d'alcaldes de la Casa i Cort a Madrid el 1797, càrrec que va ocupar amb prou feines set mesos; escriu llavors els seus Discursos Forenses, que van circular de forma manuscrita fins a ser publicats durant el Trienni Liberal. Amb la caiguda de Jovellanos, Meléndez es veu obligat a deixar Madrid el 27 d'agost de 1798, i l'envien a supervisar les obres d'una caserna que es construïa en Medina del Campo, el que suposava a la pràctica un càstig. Però el 1802 se li tornen els seus emoluments com a fiscal i viurà a Zamora, on es va dedicar a projectes socials i a l'estudi. Marxa després a Salamanca i a Madrid.

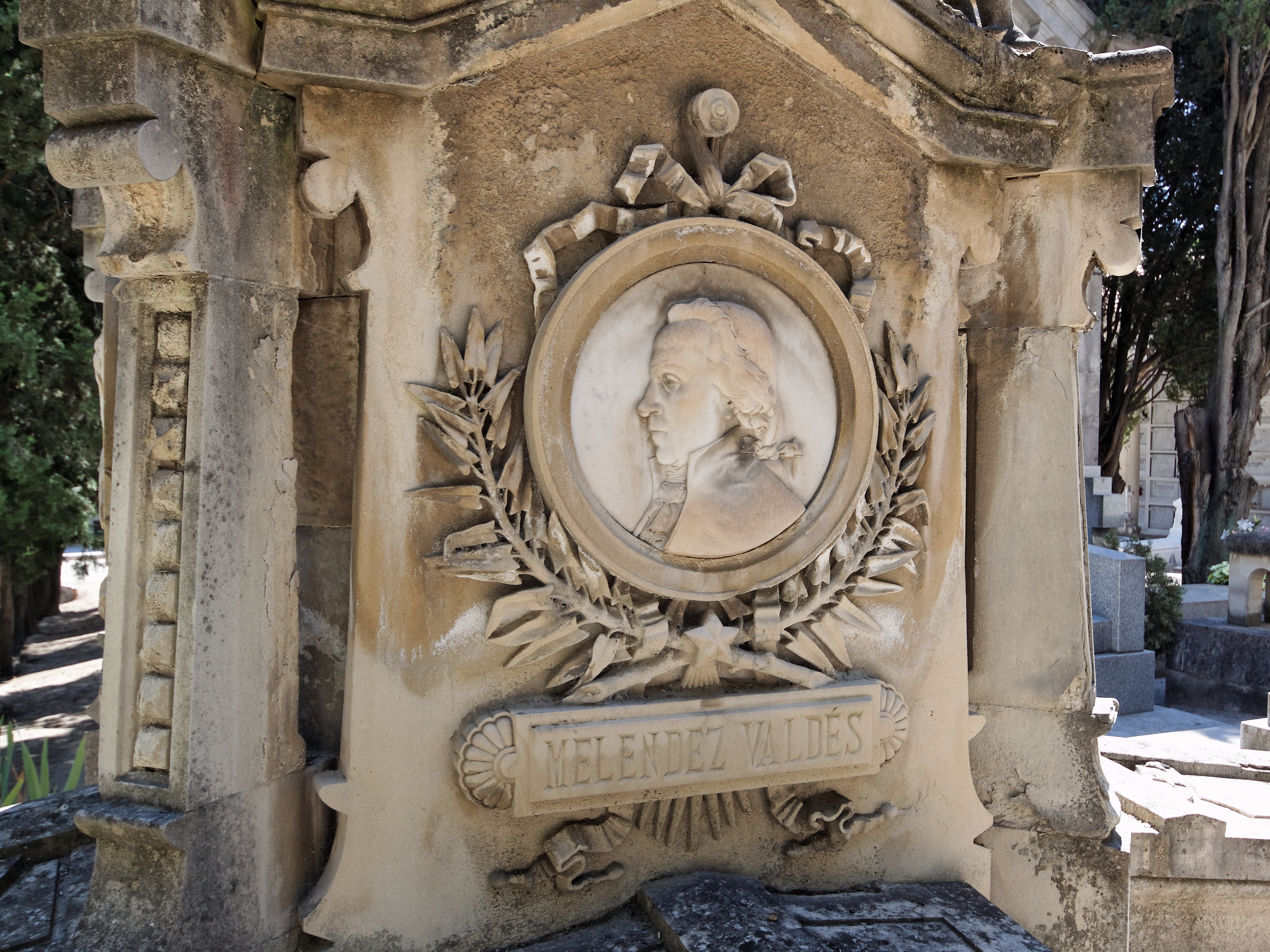
Imatge parcial del Mausoleu de Goya, Meléndez, Donoso i Moratín

Després de l'ocupació francesa, es posa al servei de Josep I d'Espanya, ocupant llocs al Consell d'Estat i la condecoració com Cavaller de la Reial Ordre d'Espanya, el que li portarà greus problemes com afrancesat a la sortida del rei després de la Guerra del Francès. Fugit a França, va residir successivament a Tolosa de Llenguadoc, Montpeller, Nimes, Alais i Montalban; la seva salut es deteriorà i es va veure afligit de fortes depressions i quatre anys més tard va morir en Montpeller. Les seves restes van tornar a Madrid el 1900 i després d'un breu pas pel Panteó d'homes Il·lustres reposen finalment en un mausoleu conjunt amb Goya, Moratín i Donoso Cortès, obra de Ricardo Bellver al Cementiri de Sant Just.
A més de les ja ressenyades, altres obres de l'autor són "Poesies" (1785), "A Llaguno" (1794), "A propósit del fanatisme" (1795), "Alarma espanyola" (1808), "Oda a José Bonaparte" (1810-1811), "Pròleg de Nimes" (1815) i "Discursos Forenses" (1821).